# (1436) Salonta
(1436) Salonta est un astéroïde de la ceinture principale.

## Description
(1436) Salonta est un astéroïde de la ceinture principale. Il fut découvert le 11 décembre 1936 à l'observatoire Konkoly par György Kulin. Il présente une orbite caractérisée par un demi-grand axe de 3,15 UA, une excentricité de 0,06 et une inclinaison de 13,9° par rapport à l'écliptique.

## Nom
(1436) Salonta fut nommé d'après la ville roumaine de Salonta, connue auparavant sous son nom hongrois de Nagyszalonta, alors qu'elle faisait encore partie de l'Empire austro-hongrois. C'est le lieu de naissance du découvreur György Kulin. La citation de nommage correspondante et publiée le 1er février 1980 mentionne en effet : 

« Nommé d'après le lieu de naissance du découvreur. »

— Minor Planet Circular 5182

## Compléments